# Aurano
Aurano ist eine Gemeinde in der italienischen Provinz Verbano-Cusio-Ossola (VB) in der Region Piemont.

## Lage und Einwohner
Die Gemeinde Aurano liegt 14 km nordöstlich von der Provinzhauptstadt Verbania entfernt im Valle Intrasca. Das Gemeindegebiet umfasst eine Fläche von 21 km² und hat 102 Einwohner (Stand 31. Dezember 2023). Zu Aurano gehören die Fraktionen Scareno, Alpe Piaggia, Alpe Segletta und La Selva. Ein Teil des Gemeindegebietes gehört zum Nationalpark Val Grande.
Die Nachbargemeinden sind Cannero Riviera, Falmenta, Intragna, Miazzina, Oggebbio, Premeno und Trarego Viggiona.

## Geschichte

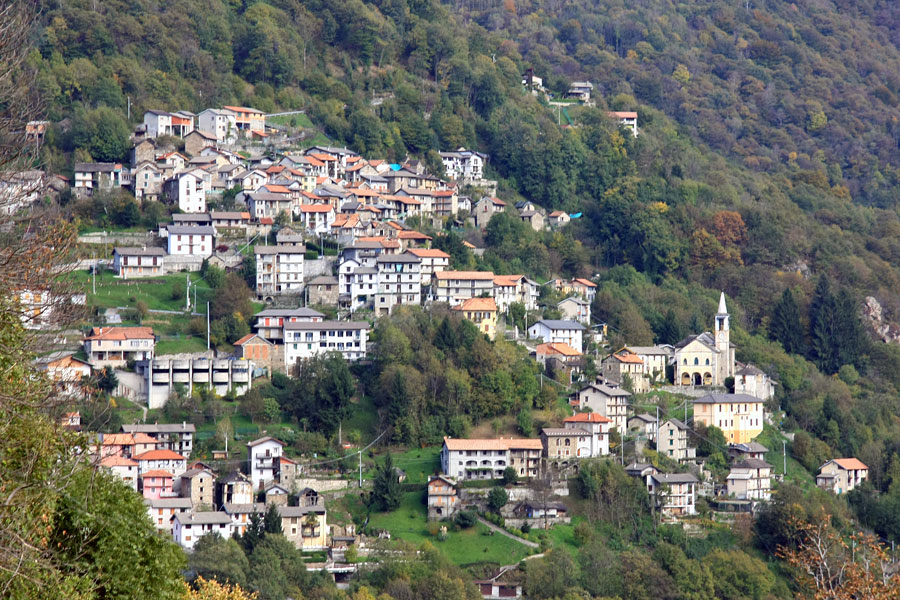
Aurano

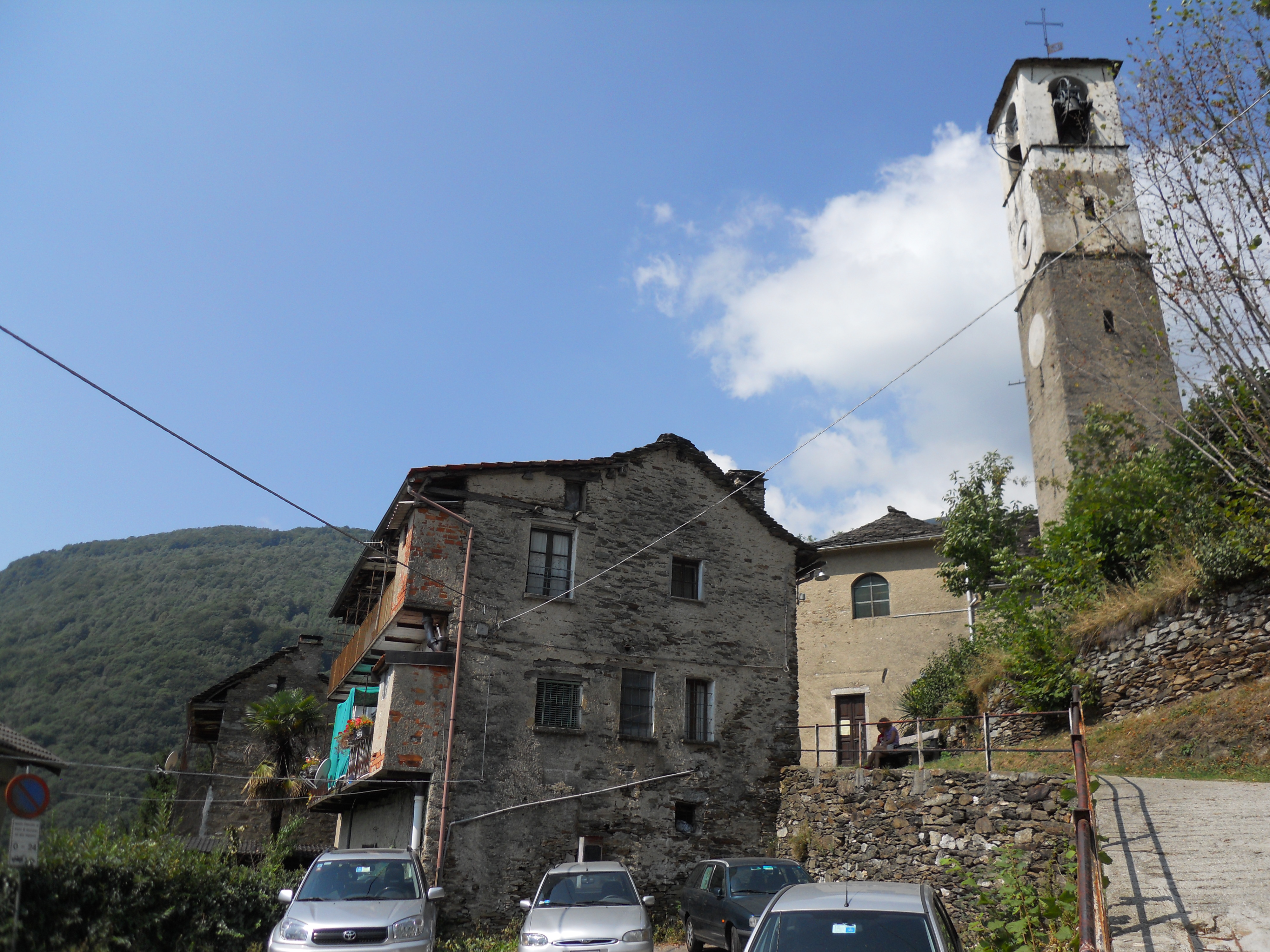
Scareno

Die Erinnerung an die Vergangenheit findet sich in den wertvollen Denkmälern, die noch heute die Stadt der Gemeinde und ihren Weiler Scareno bilden, sowie in der Konsistenz und Menge der über die Gemeinde verstreuten Weiden. Die Geschichte von Aurano ist eng mit den Ereignissen von Intra verbunden, heute ein Weiler von Verbania, von dessen Pfarrkirche San Vittore seit dem Mittelalter als Gebiet der Dagagna di San Martino abhängt.

## Sehenswürdigkeiten
- Pfarrkirche San Bartolomeo erbaut auf den Resten eines ehemaligen Gotteshauses, das in 1712 abgerissen wurde. Aus der ersten Hälfte des 18. Jahrhunderts stammt auch der Glockenturm, während die Datierung der Seitenkapellen des Presbyteriums und des Chores aus dem frühen 19. Jahrhundert stammt. Ein dreibogiger Pronaos zeichnet die Fassade in kräftigen Tönen; während auf dem an die Kirche angrenzenden Kirchhof das wiederkehrende Element der mit einem Kreuz überzogenen Säule daran erinnert, wie auch Aurano von den großen Plagen des 17. Jahrhunderts getroffen wurde.
- Kirche San Michele im Ortsteil Scareno mit der gewölbten Decke, die wunderschön verziert ist.
- Oratorium Madonna del Rosario im Ortsteil Piaggia.